# 湘南港

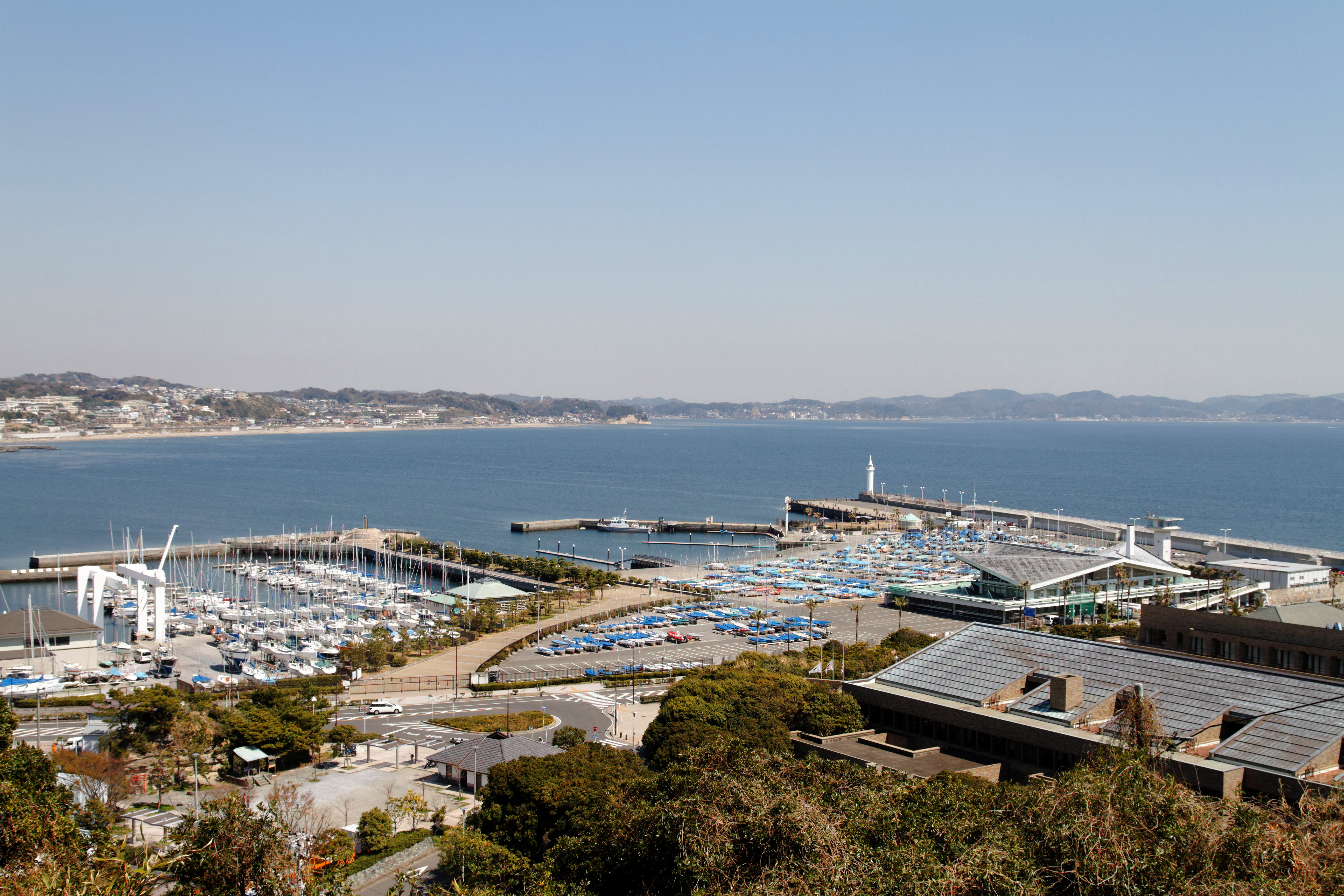
湘南港

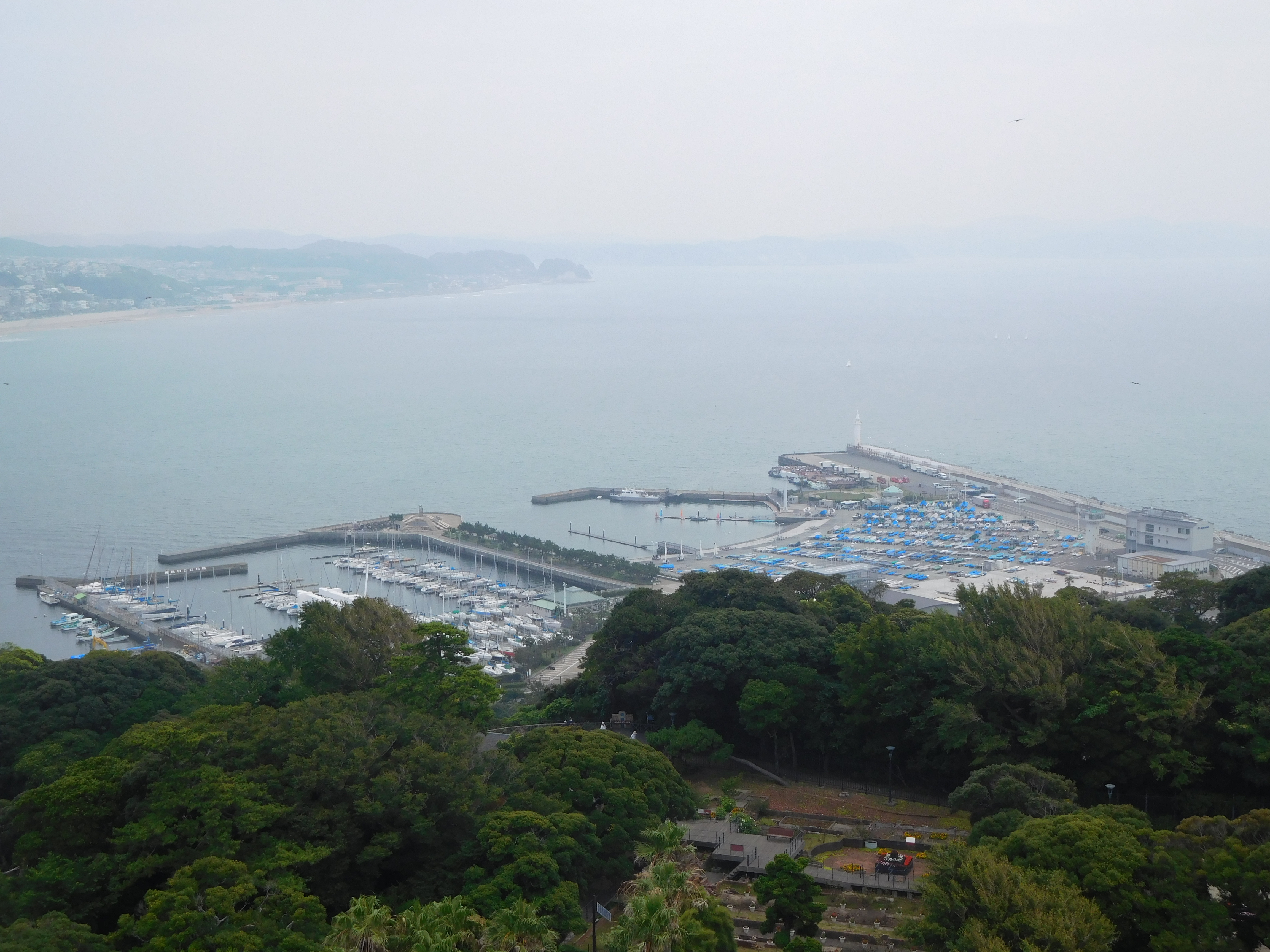
湘南港の俯瞰

湘南港（しょうなんこう）は、湘南地方の神奈川県藤沢市江の島にある、相模湾に面する地方港湾。1964年（昭和39年）に開催された東京オリンピックのヨット競技場として整備された。
神奈川県防災計画では、緊急物資受入港および防災拠点ヘリポートに指定されている。

## 概要
- 設置者：神奈川県
- 所在地:神奈川県藤沢市江の島1丁目地先[1]
- 位置:北緯35度18分2秒 東経139度29分4秒 / 北緯35.30056度 東経139.48444度
- 敷地面積:16.2 ha
- 指定管理者：株式会社湘南なぎさパーク
- 管理事務所：神奈川県藤沢市江の島1丁目12-2

## 施設

### ヨットハーバー施設（泊地を含む）
- ヨット係留施設（浮桟橋）:96隻収容、浮桟橋延長1,238 m
- ヨット陸置施設（船舶保管地）:1,186隻収容、面積21,829 m2
- クレーン:門型クレーン（22 トン）、ジブクレーン（3 トン）
- 湘南港ヨットハウス
  - 本館:鉄筋コンクリート造3階建、延床面積3,618.77 m2
  - 修理工場:鉄骨造、延床面積338.95 m2
  - ジュニアヨット教室棟:鉄骨造、延床面積320.76 m2

### 商港施設
- 本船岸壁:2,000 トン級船舶が接岸可能な水深6 mの耐震岸壁、延長109 m
- 船舶給水施設

### 交通施設
- 臨港道路附属駐車場:314台収容（駐車券発券機・自動料金徴収機付）11,499 m2

### 緑地
- 北緑地、南緑地（南防波堤遊歩道を含む）、東緑地、西緑地、中央緑地（センタープロムナードを含む）23,240 m2

## 港勢
2007年の入港隻数は20隻、総トン数は3,543 トン。

## 沿革
- 1961年（昭和36年）5月1日：神奈川県小田原地方港湾修築事務所および神奈川県三崎港修築事務所が、神奈川県湘南港建設事務所（藤沢市江ノ島200-7）となる[3]。
- 1963年（昭和38年）：湘南港を開設。 
  - 12月：日本高速船株式会社（1981年に解散）が、湘南港 - 熱海 - 伊東を結ぶ水中翼船「わかしお丸」（後の「わかしお」）の定期運航を開始。
- 1964年（昭和39年）8月18日：湘南港が完成。
  - 9月26日：湘南港灯台の運用を開始[4]。
  - 10月11日：東京オリンピックヨット競技会場となる。
- 1965年（昭和40年）：東海汽船が、湘南港 - 伊豆大島航路を就航。
- 1968年（昭和43年）：日本高速船株式会社が「わかしお」の定期運航を廃止。
- 1970年（昭和45年）1月1日：港湾調査規則の乙種港湾の指定を受ける[5]。
- 1974年（昭和49年）：東海汽船、湘南港 - 伊豆大島航路を廃止。
- 1998年（平成10年）9月：第53回国民体育大会（かながわ・ゆめ国体）のヨット競技会場となる。
- 1999年（平成11年）：湘南港にセンタープロムナードとサザエ島が完成。
- 2003年（平成15年）11月：湘南港のあるべき姿検討懇話会が『湘南港（江の島ヨットハーバー）のあるべき姿』を提言。
- 2016年（平成28年）：土木学会選奨土木遺産に選ばれる[6]。
- 2024年（令和6年）3月25日：「SHONAN江の島桟橋」開業式典。リビエラ逗子マリーナ（逗子市）、葉山マリーナ（葉山町）などとの海上タクシーや貸し切りクルーズなどの拠点となる[7]。